# Köbi Brechbühl
Köbi Brechbühl (29 januari 1952) is een Zwitsers voormalig voetballer die speelde als verdediger.

## Carrière
Brechbühl speelde heel zijn carrière voor BSC Young Boys, hij won met de club enkel een beker in 1977 en speelde gedurende heel die tijd in de hoogste klasse.
Hij speelde twintig interlands voor het Zwitsers voetbalelftal waarin hij niet tot scoren kwam.

## Erelijst
- BSC Young Boys
  - Zwitserse voetbalbeker: 1977